# Festival du film de Sundance 2025
Le festival du film de Sundance 2025, 41e édition du festival (41th Sundance Film Festival), organisé par le Sundance Institute, se déroule du 22 janvier au 2 février 2025 dans l'Utah.

## Déroulement et faits marquants
Il s'agit peut-être de l'un des derniers festivals du film de Sundance à avoir lieu dans l'Utah, puisque le festival a annoncé un processus de sélection pour un nouveau lieu pour 2027. Park City et Salt Lake City restent finalistes, en plus de Boulder dans le Colorado et Cincinnati dans l'Ohio.
Les premiers films sont annoncés le 11 décembre 2024.

## Sélection

### En compétition

#### US Dramatic Competition
- Atropia de Hailey Gates
- Bubble & Squeak d'Evan Twohy
- Bunnylovr de Katarina Zhu
- Love, Brooklyn de Rachael Abigail Holder
- Omaha de Cole Webley
- Plainclothes de Carmen Emmi
- Ricky de Rashad Frett
- Sorry, Baby d'Eva Victor
- Sunfish (& Other Stories on Green Lake) de Sierra Falconer
- Twinless de James Sweeney

#### US Documentary Competition
- Andre is an Idiot d'Anthony Benna
- Life After de Reid Davenport
- Marlee Matlin: Not Alone Anymore (en) de Shoshannah Stern
- The Perfect Neighbor de Geeta Gandbhir
- Predators de David Osit
- Seeds de Brittany Shyne
- Selena y Los Dinos d'Isabel Castro
- Speak. de Jennifer Tiexiera et Guy Mossman
- Sugar Babies de Rachel Fleit
- Third Act de Tadashi Nakamura

#### World Cinema Dramatic Competition
- Brides de Nadia Fall (Royaume-Uni)
- DJ Ahmet de Georgi M. Unkovski (Macédoine du Nord, Tchéquie, Serbie, Croatie)
- LUZ (花明渡) de Flora Lau (Hong Kong, Chine)
- Cactus Pears (Sabar Bonda) de Rohan Parashuram Kanawade (Inde, Royaume-Uni, Canada)
- Sauna de Mathias Broe (Danemark)
- Sukkwan Island de Vladimir de Fontenay (France)
- The Things You Kill d'Alireza Khatami (Turquie, France, Pologne, Canada)
- Deux Femmes en or (Two Women) de Chloé Robichaud (Canada)
- The Virgin of Quarry Lake (La virgen de la tosquera) de Laura Casabé (Argentine, Espagne, Mexique)
- Where the Wind Comes From d'Amel Guellaty (Tunisie, France, Qatar)

#### World Documentary Competition
- 2000 Meters to Andriivka de Mstyslav Chernov (Ukraine)
- Coexistence, My Ass! d'Amber Fares (États-Unis, France)
- Cutting Through Rocks (اوزاک یوللار) de Sara Khaki et Mohammadreza Eyni (Iran, Allemagne, États-Unis, Pays-Bas, Qatar, Chili, Canada)
- The Dating Game de Violet Du Feng (États-Unis, Royaume-Uni, Norvège)
- Endless Cookie de Seth Scriver et Peter Scriver (Canada)
- GEN_ de Gianluca Matarrese (France, Italie, Suisse)
- How to Build a Library de  Maia Lekow et Christopher Knight (Kenya)
- Khartoum d'Anas Saaed, Rawia Alhag, Ibrahim Snoopy Ahmad, Timeea Mohamed Ahmed et Phil Cox (Soudan, Royaume-Uni, Allemagne, Qatar)
- Mr. Nobody Against Putin de David Borenstein (Danemark, Tchéquie)
- Prime Minister de Michelle Walshe et Lindsay Utz (États-Unis)

### Hors compétition

#### Premières
- All That's Left Of You (en) (اللي باقي منك) de Cherien Dabis
- The Ballad of Wallis Island (en) de James Griffiths
- Come See Me in the Good Light de Ryan White
- Deaf President Now! de Nyle DiMarco et Davis Guggenheim
- Enigma - April & Amanda de Zackary Drucker (en)
- FOLKTALES de Heidi Ewing et Rachel Grady
- Free Leonard Peltier de Jesse Short Bull et David France
- Heightened Scrutiny de Sam Feder
- If I Had Legs I'd Kick You de Mary Bronstein (en)
- It's Never Over, Jeff Buckley d'Amy J. Berg
- Jimpa (en) de Sophie Hyde
- Kiss of the Spider Woman de Bill Condon
- Last Days de Justin Lin
- The Librarians de Kim A. Snyder
- Lurker d'Alex Russell
- Magic Farm (en) d'Amalia Ulman
- Middletown de Jesse Moss et Amanda McBaine
- Move Ya Body: The Birth of House d'Elegance Bratton
- Oh, Hi! de Sophie Brooks
- Peter Hujar's Day (en) d'Ira Sachs
- Rebuilding (en) de Max Walker-Silverman
- SALLY de Cristina Costantini
- Sly Lives! (aka The Burden of Black Genius) (en) de Ahmir "Questlove" Thompson
- The Thing with Feathers (en) de Dylan Southern
- Train Dreams (en) de Clint Bentley
- The Wedding Banquet d'Andrew Ahn

#### Midnight
- Dead Lover de Grace Glowicki
- Didn't Die de Meera Menon
- Opus de Mark Anthony Green
- Rabbit Trap (en) de Bryn Chainey
- Together de Michael Shanks
- Touch Me d'Addison Heimann
- The Ugly Stepsister d'Emilie Blichfeldt

#### Projections spéciales (Special screenings)
- The Six Billion Dollar Man d'Eugene Jarecki

#### From the Collection
- El Norte (1983) de Gregory Nava
- Unzipped (en) (1995) de Douglas Keeve

#### Family Matinee
- La Légende d'Ochi (The Legend of Ochi) d'Isaiah Saxon

## Palmarès

### Grand Prix du Jury
- US Dramatic – Atropia de Hailey Gates[3]
- Documentaire américain – Seeds de Brittany Shyne
- World Cinema Dramatic – Cactus Pears de Rohan Parashuram Kanawade
- World Cinema Documentary – Cutting Through Rocks de Sara Khaki (en), Mohammadreza Eyni (en)

- Court métrage – The Flowers Stand Silently, Witnessing de Theo Panagopoulos

### Prix du public
- US Dramatic – Twinless de James Sweeney
- Documentaire US – André is an idiot de Tony Benna
- World Cinema Dramatic – DJ Ahmet de Georgi M. Unkovski
- World Cinema Documentary – Prime Minister de Michelle Walshe et Lindsay Utz
- NEXT – East of Wall de Kate Beecroft (en)

### Réalisation, scénarisation et montage
- Prix de la mise en scène : US Dramatic – Rashad Frett pour Ricky
- Prix de la réalisation : Documentaire américain – Geeta Gandbhir pour The Perfect Neighbor
- World Cinema Dramatic – Alireza Khatami pour The Things You Kill
- Prix de la mise en scène (World Documentary Competition) : Mstyslav Tchernov pour 2000 Meters to Andriivka
- Prix Waldo-Salt du scénario – Eva Victor pour Sorry, Baby
- Prix Jonathan Oppenheim du montage : documentaire américain – Parker Laramie pour André is an Idiot
- Prix NEXT Innovator – Zodiac Killer Project de Charlie Shackleton

### Autres prix
- Alfred P. Sloan Feature Film Prize : Sally de Cristina Costantini

### Prix spéciaux du jury
- Prix spécial du jury pour la distribution (US Dramatic Competition) – la distribution de Plainclothes
- Prix spécial du jury d'interprétation (US Dramatic Competition) pour Dylan O'Brien dans Twinless
- Prix spécial du jury du meilleur documentaire américain – Life After de Reid Davenport
- Prix spécial du jury du documentaire américain pour la narration d'archives – Selena y Los Dinos d'Isabel Castro
- Prix spécial du jury du meilleur documentaire du cinéma mondial – Mr. Nobody Against Putin de David Borenstein
- Prix spécial du jury du meilleur documentaire du cinéma mondial pour la liberté d'expression – Coexistence, My Ass! par Amber Fares
- Prix spécial du jury pour la vision créative du World Cinema Dramatic – Georgi M. Unkovski pour DJ Ahmet
- Prix spécial du jury pour le scénario d'un film dramatique du cinéma mondial – Two Women de Chloé Robichaud et Catherine Léger
- Next : Prix spécial du jury pour la distribution d'ensemble – Mad Bills to Pay (ou Destiny, dile que no soy malo) de Joel Alfonso Vargas

### Prix du Jury du court métrage
- Fiction US – Trokas Duras de Jazmin Garcia
- Prix spécial du jury pour la réalisation du court métrage de Loren Waters – pour Tiger
- Prix spécial du jury pour la réalisation d'un court métrage d'animation – May Kindred-Boothby pour The Eating of an Orange
- Prix du jury court métrage : Animation – Natalia León pour Como si la tierra se las hubiera tragado
- Prix du jury du court métrage : documentaire – Christopher Radcliff pour We Were the Scenery
- Prix du jury du court métrage : fiction internationale – Chheangkea pour Grandma Nai Who Played Favorites